# Distretto di Zvenyhorodka
Il distretto di Zvenyhorodka (in ucraino Звенигородський район?, Zvenyhorods'kyj rajon) è un distretto nell'oblast' di Čerkasy in Ucraina. Il suo centro amministrativo è la città di Zvenyhorodka. Ha una popolazione di 193 804 abitanti.
Il 18 luglio 2020, in seguito alla riforma amministrativa dell'Ucraina, il numero di distretti dell'oblast' di Čerkasy è stato ridotto a quattro e l'area del distretto di Zvenyhorodka è stata notevolmente ampliata.